# Georgia Bell
Georgia Bell (Londra, 17 ottobre 1993) è una mezzofondista britannica, vincitrice della medaglia d'argento ai campionati europei 2024 e di quella di bronzo alle Olimpiadi di Parigi 2024 nei 1500 metri piani.

## Palmarès
| Anno                                | Manifestazione  | Sede      | Evento       | Risultato | Prestazione | Note                          |
| ----------------------------------- | --------------- | --------- | ------------ | --------- | ----------- | ----------------------------- |
| In rappresentanza del Gran Bretagna |                 |           |              |           |             |                               |
| 2024                                | Mondiali indoor | Glasgow   | 1500 m piani | 4ª        | 4'03"47     | [ 1 ]                         |
| 2024                                | Europei         | Roma      | 1500 m piani | Argento   | 4'05"33     |                               |
| 2024                                | Giochi olimpici | Parigi    | 1500 m piani | Bronzo    | 3'52"61     |                               |
| 2025                                | Europei indoor  | Apeldoorn | 1500 m piani | 4ª        | 4'08"45     |                               |
| 2025                                | Mondiali indoor | Nanchino  | 1500 m piani | Bronzo    | 3'59"84     | Miglior prestazione personale |

## Campionati nazionali
- 1 volta campionessa nazionale britannica indoor dei 1500 metri piani (2024)
- 1 volta campionessa nazionale britannica dei 1500 metri piani (2024)

2024
- Oro ai campionati britannici indoor (Birmingham), 1500 metri piani - 4'09"66
- Oro ai campionati britannici (Manchester), 1500 metri piani - 4'10"69

## Altre competizioni internazionali
2024
- 5ª ai Meeting de Paris ( Parigi), 1500 m piani - 3'56"54
- Bronzo al London Athletics Meet 2024 ( Londra), 800 m piani - 1'56"28
- Argento all'Athletissima ( Losanna), 800 m piani - 1'58"53
- Bronzo al Kamila Skolimowska Memorial ( Chorzów), 1500 m piani - 3'58"11
- Argento al Weltklasse Zürich ( Zurigo), 800 m piani - 1'57"94
- Argento al Memorial Van Damme ( Bruxelles), 800 m piani - 1'57"50

2025
- Oro al Bauhaus-Galan ( Stoccolma), 800 m piani - 1'57"66
- Oro al London Athletics Meet ( Londra), 800 m piani - 1'56"74
- Bronzo al Kamila Skolimowska Memorial ( Chorzów), 1500 m piani - 3'56"00
- Bronzo all'Athletissima ( Losanna), 800 m piani - 1'57"55